# 布考河
52°21′57″N 12°27′44″E / 52.365719°N 12.462220°E

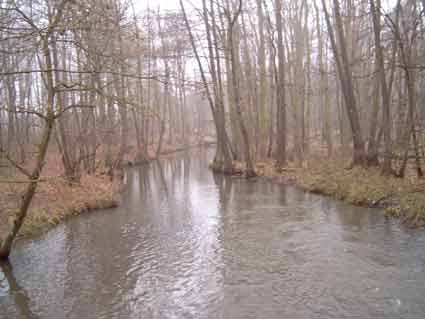
布考河

布考河（德語：Buckau），是德國的河流，位於該國東北部，由勃蘭登堡州負責管轄，屬於哈弗爾河的支流，河道全長34公里，流域面積428平方公里，發源自格爾茨克以南。

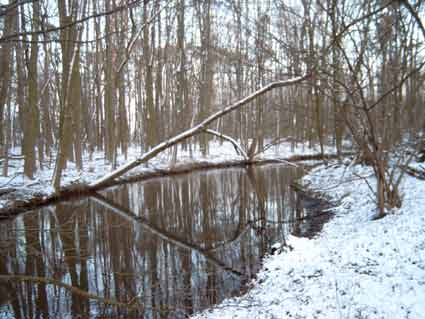
冬季雪景